# Zoilus von Córdoba

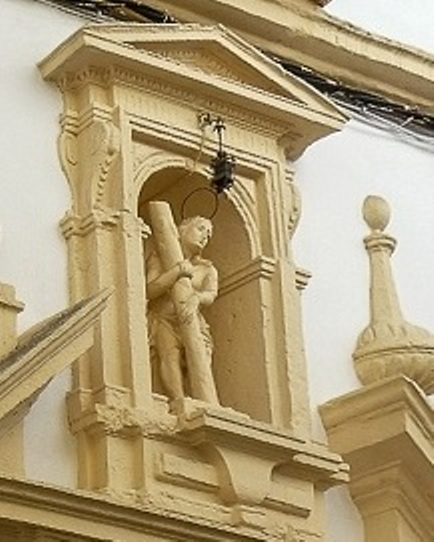
Cordoba, Ermita de San Zoilo, Statue des Heiligen über der Pforte

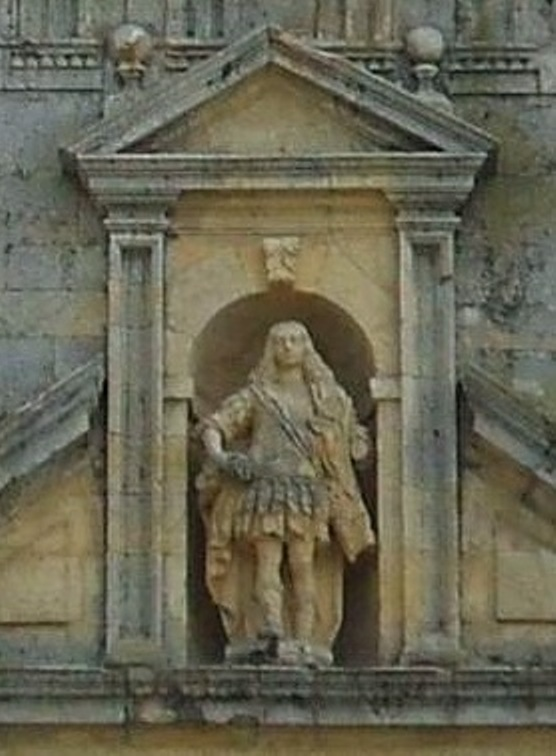
Carrión de los Condes, Kloster San Zoilo, Statue des Heiligen über dem Portal der Kirche

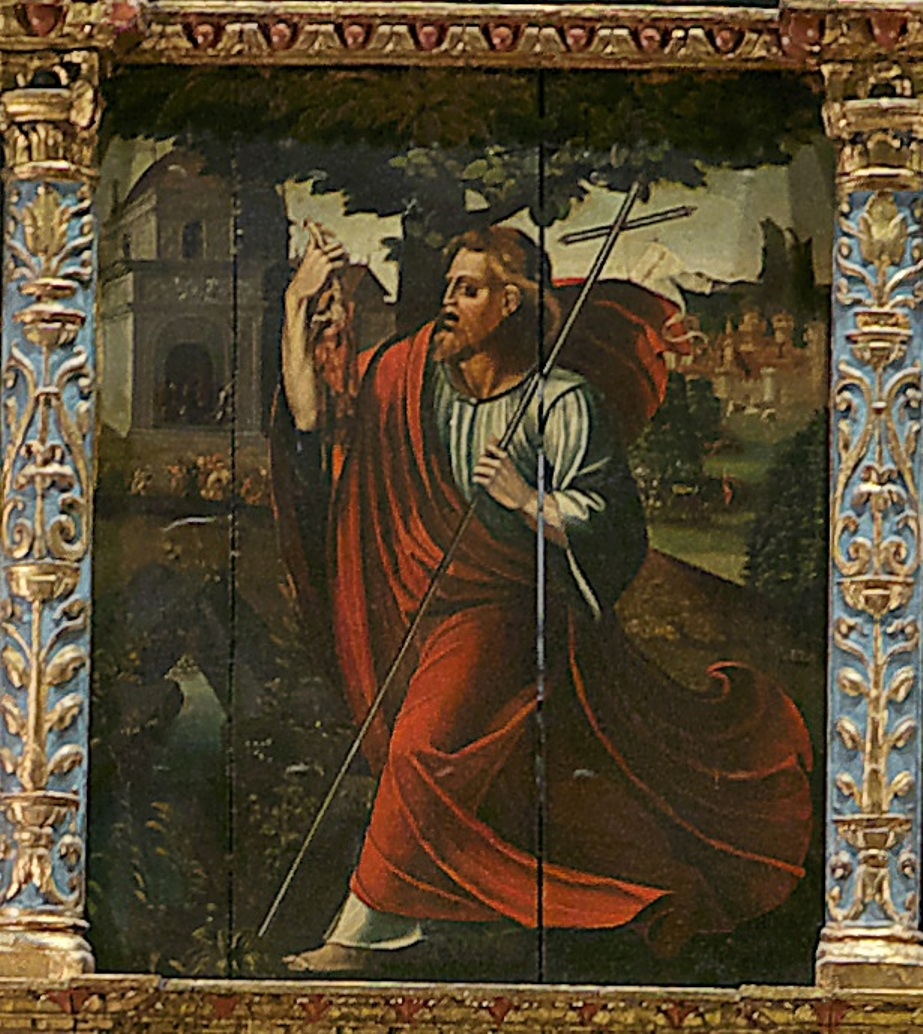
Plasencia, Kirche San Nicolás, San-Zoilo-Altar, Mitteltafel: Zoilus mit seinen Nieren

Zoilus von Córdoba (spanisch San Zoilo; † um 304 in oder bei Córdoba) ist ein in Mitteleuropa kaum bekannter Heiliger der Römisch-katholischen Kirche. Sein Name wird sowohl im Martyrologium Hieronymianum als auch im Martyrologium Romanum erwähnt. Sein Festtag ist der 27. Juni.

## Vita
Über das Leben des Zoilus ist nichts bekannt; sein Name und sein Martyrium werden von Prudentius (ca. 348–405) im 4. Hymnus des Peristephanon kurz erwähnt: Demnach erlitten Zoilus und 19 oder 20 seiner Gefährten im Rahmen der diokletianischen Christenverfolgung in oder bei der südspanischen Stadt Córdoba den Märtyrertod.
Im mittelalterlichen Märtyrerbericht wird von Zoilus erzählt, dass verschiedene Martern, darunter zuletzt das Herausschneiden der Nieren, ihn nicht töten konnten, sodass der Richter ihn schließlich eigenhändig enthauptete. In der Ermita de San Zoilo in Cordoba wird ein Brunnen gezeigt, in den die Nieren des Heiligen geworfen worden seien; sein Wasser – und allgemein die Anrufung des Heiligen – soll bei Nierenleiden hilfreich sein. Auf manchen Darstellungen hält Zoilus seine Nieren als Attribut in Händen.

## Verehrung
Im Jahr 614 suchte und fand Agapitus II. (auch Agapius), der damalige Bischof von Córdoba, die Gebeine des Heiligen; diese wurden in die Kirche San Justo gebracht. Im 9. Jahrhundert transferierten die Grafen von Carrión die Reliquien in die am Jakobsweg gelegene Stadt, in welcher sie ein bestehendes Benediktiner-Kloster umbenennen und ausbauen ließen.
Mehrere spanische Kirchen und Kapellen sind dem Heiligen geweiht – so die Iglesia de San Zoilo in Escalona del Prado bei Segovia oder die Ermitas de San Zoilo in Córdoba und in Cáseda, Navarra. Die Orte Sansol in der Provinz Navarra und Sanzoles in der Provinz Zamora sind – wie auch ihre Pfarrkirchen – nach San Zoilo benannt.

## Darstellung
Mittelalterliche Darstellungen des Heiligen sind unbekannt; die wenigen neuzeitlichen Darstellungen sind ikonographisch sehr uneinheitlich: Einige zeigen ihn als Märtyrer, andere als römischer Soldat.